# David Flusser
David Flusser est un universitaire israélien du XXe siècle (né à Vienne le 15 septembre 1917, mort à Jérusalem le 15 septembre 2000), spécialiste du judaïsme de la période du Second Temple et de ses relations avec le christianisme ancien. 
Professeur à l’Université hébraïque de Jérusalem, membre de l’Israel Academy of Sciences and Humanities, il a reçu en 1980 le prix Israël pour l’ensemble de ses travaux. Lawrence Schiffman (en) le décrit comme un pionnier de « l’étude moderne du christianisme dans l’État d’Israël dans un contexte universitaire ».

## Biographie

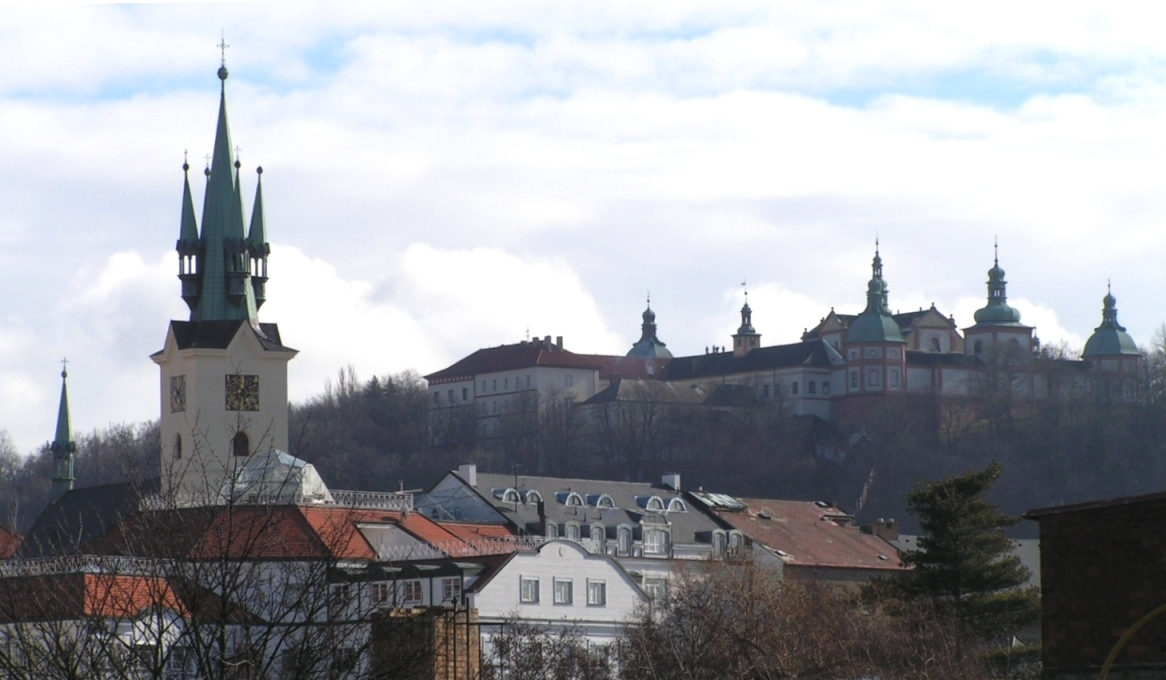
Příbram

David Flusser est né à Vienne le 15 septembre 1917. Il a passé sa jeunesse à Příbram, en Tchécoslovaquie, et a fréquenté l'Université de Prague. C'est là qu'il a rencontré un pasteur qui a éveillé chez lui de l'intérêt pour Jésus et le christianisme. Ayant immigré en 1939 en Palestine, sous mandat britannique, il a terminé son doctorat à l'Université hébraïque de Jérusalem en 1957. Par la suite il a enseigné pendant de nombreuses années au département d'études comparatives des religions, formant beaucoup de futurs chercheurs.
Il est mort à Jérusalem le 15 septembre 2000, le jour de son 83e anniversaire, laissant une femme, Chana, deux fils, Yochanan et Uri, et sept petits-enfants.

## Recherches
Flusser était un juif orthodoxe et pieux qui a utilisé sa profonde connaissance de la Torah et du Talmud à l'étude des anciens textes grecs, romains et arabes, aussi bien que de l'hébreu des manuscrits de la mer Morte. Il a passé au crible les anciens textes juifs et chrétiens pour trouver la preuve des racines juives du christianisme. Tout en distinguant d'un œil critique le Jésus historique du portrait visionnaire que donnent les Évangiles et d'autres écrits chrétiens, Flusser considérait Jésus comme un Juif authentique, mais mal compris de ses disciples non juifs. David Satran, professeur de religion comparée à l'Université hébraïque de Jérusalem, a dit : « Le professeur Flusser était assez remarquable par sa forte insistance sur le fait que non seulement Jésus a été un juif de sa naissance à sa mort, mais qu'il n'a fait rien qui pourrait être interprété comme une révolte contre les principes fondamentaux du judaïsme à cette époque ou comme leur remise en question. » Personnellement, Flusser considérait Jésus comme un tsadik avec des vues spirituelles profondes et une haute conscience de ce qu'on doit être, celle que ses quasi-contemporains exprimaient de la même façon, comme Hillel dans le Talmud et le « Maître de Justice » dans certains manuscrits de la mer Morte.
Flusser a effectué ses recherches à une époque où beaucoup de Juifs adressaient des reproches au christianisme au sujet du nazisme. Pendant son jugement, Adolf Eichmann a refusé de prêter serment sur le Nouveau Testament, insistant sur le fait qu'il ne jurerait qu'« au nom de Dieu ». Flusser a fait ce commentaire dans un éditorial du Jerusalem Post : « Je ne sais pas qui est le Dieu au nom duquel Eichmann a juré, mais je suis certain que ce n'est ni le Dieu d'Israël ni le Dieu de l'Église chrétienne. Il devrait maintenant devenir clair aux juifs qui s'opposent le plus au christianisme que le christianisme impose en lui-même des limites et que le plus grand crime contre notre peuple n'a pas été commis au nom de la foi chrétienne ».
Flusser a publié plus de 1 000 articles en hébreu, en allemand, en anglais et dans d'autres langues. Les conclusions de ses nombreux ouvrages d'érudition peuvent se trouver dans son livre, Jésus (1965), dont la deuxième édition augmentée (1998) a été actualisée pour y incorporer ses dernières recherches.

## Anecdote
On peut lire sur le site de l'université de Leipzig : 
Voici ce que le dominicain Marcel Dubois, qui fut le premier professeur catholique de philosophie à l'Université hébraïque, raconta lors du troisième anniversaire de la mort de Flusser. Une nuit Flusser reçut un appel téléphonique, en français. « Je suis Jésus-Christ et je voudrais parler au professeur Flusser ». Flusser raccrocha mais resta choqué et pendant plusieurs heures n'arriva pas à retrouver son calme jusqu'à ce qu'il se dît : « Ce n'était sûrement pas lui, autrement il aurait parlé avec moi en hébreu. »

## Publications
En français
- Jésus, Seuil, 1970,  (ISBN 978-2020031530)
- Jésus, Éclat, 2005,  (ISBN 978-2841621019)
- Les Sources juives du christianisme primitif, Éclat, 2003,  (ISBN 978-2841620715)
- La Secte de la mer Morte : L'histoire spirituelle et les manuscrits, Desclée de Brouwer, 2002,  (ISBN 978-2220051437)
- Saint Paul (avec Pierre Geoltrain, Erich Lessing et Edward Schillebeeckx), Hatier, 1980

En anglais
- Jesus, second ed. augmented (Jerusalem: Magnes Press, Hebrew University of Jerusalem, 1998)  (ISBN 965-223-978-X).
- Judaism and the Origins of Christianity (Jerusalem: Magnes Press, Hebrew University of Jerusalem, 1988)  (ISBN 965-223-627-6).

Introduction en français
- Olivier Rota, David Flusser. À la recherche du Jésus de l’histoire, paru dans Sens, novembre 2006, p. 591-600.